# Kurt Alder
Kurt Alder (10 de julio de 1902-20 de junio de 1958) fue un químico alemán que ganó el premio Nobel de Química junto a Otto Paul Hermann Diels en 1950 por sus trabajos sobre procesos de síntesis de compuestos orgánicos.

## Biografía
Alder nació en la ciudad de Chorzów, situada en Polonia (Silesia) pero que fue anexada a Alemania durante la invasión polonesa y adoptó el nombre de Königshütte. Allí es donde cursó su educación primaria.
Forzado a dejar el área por razones políticas (una parte de Alemania se convirtió en parte de Polonia) después de la Primera Guerra Mundial, estudió química en la universidad de Berlín a partir de 1922, y más adelante en la universidad de Kiel en donde le fue concedido su doctorado en química en 1926 por un trabajo supervisado por Otto Paul Hermann Diels.
En 1936 salió de Kiel para llegar a Industrias I G Farben en Leverkusen, en donde trabajó en el caucho sintético. En 1940 le designaron profesor de tecnología experimental en química y en productos químicos en la universidad de Colonia, y director del instituto de química.
Finalmente, Alder murió el 20 de junio de 1958 en la ciudad de Colonia, situada en el estado alemán de Renania del Norte-Westfalia.

## Investigaciones científicas
En esa época y a pesar de los muchos obstáculos en la investigación original en Europa, continuó un programa sistemático de investigaciones basado en sus intereses particulares en la síntesis de compuestos orgánicos. En todos ellos publicó más de 150 artículos sobre esta materia.

## Reconocimientos
- Alder recibió varios grados honorarios y otras concesiones, pero lo que lo hizo más famoso fue la obtención del premio Nobel de química (1950), el cual compartió con su profesor Diels por el descubrimiento y desarrollo de la reacción de Diels-Alder.

## Eponimia
- El cráter lunar Alder lleva este nombre en su memoria.[3]